# 안잘리 파틸
안잘리 파틸(힌디어: अंजली पाटिल, 영어: Anjali Patil, 1987년 9월 26일 ~ )은 인도의 배우이다.